# U-Bahnhof Jahnplatz
Der U-Bahnhof Jahnplatz ist eine unterirdische Haltestelle der Stadtbahn Bielefeld. Er befindet sich im Stadtbezirk Mitte direkt unter dem zentralen Jahnplatz, einem der wichtigsten Verkehrsknotenpunkte der Stadt. Mit seiner Lage im Herzen der Innenstadt ist er einer der am stärksten frequentierten U-Bahnhöfe Bielefelds.

## Geschichte
Der U-Bahnhof wurde im Zuge des Baus des Stadtbahntunnels errichtet und am 28. April 1991 eröffnet. Zuvor verkehrten die Stadtbahnlinien oberirdisch über den Jahnplatz, wo sich zahlreiche Bus- und Straßenbahnlinien kreuzten. Mit der Inbetriebnahme des Tunnels sollte die Innenstadt vom dichten Straßenbahn- und Busverkehr entlastet werden.

## Architektur
Die Station liegt unterhalb des Jahnplatzes und verfügt über zwei Verteilerebenen, jeweils an den beiden Bahnsteigenden. Jede Ebene ist mit Treppen, Rolltreppen und Aufzügen ausgestattet, die einen barrierefreien Zugang ermöglichen. Von jeder Verteilerebene führen Treppen zum Bahnsteig hinab.
Der Bahnsteigbereich ist als Mittelbahnsteig mit zwei Gleisen angelegt. Er ist von beiden Seiten über die Verteilerebenen erreichbar und so gestaltet, dass ein schneller Fahrgastwechsel möglich ist. Die Ausstattung umfasst Aufzüge zur Oberfläche sowie zum Bahnsteig, wodurch die Station barrierefrei nutzbar ist.

## Bedienung
Der U-Bahnhof wird von allen vier Hauptlinien der Stadtbahn Bielefeld bedient:
| Linie | Linienweg                                                                                | Fahrzeit | Haltestellen |
| ----- | ---------------------------------------------------------------------------------------- | -------- | ------------ |
| 1     | Schildesche – Hauptbahnhof – Jahnplatz – Bethel – Brackwede Bahnhof – Senne              | 32 Min.  | 22           |
| 2     | Altenhagen – Milse – Baumheide – Beckhausstraße – Hauptbahnhof – Jahnplatz – Sieker      | 28 Min.  | 21           |
| 3     | Babenhausen-Süd – Nordpark – Hauptbahnhof – Jahnplatz – Rathaus – Dürkopp Tor 6          | 14 Min.  | 11           |
| 4     | Lohmannshof – Universität – Hauptbahnhof – Jahnplatz – Sieker Mitte – Stieghorst Zentrum | 28 Min.  | 20           |